# Baetis fuscatus
Baetis fuscatus är en dagsländeart som först beskrevs av Carl von Linné 1761.  Baetis fuscatus ingår i släktet Baetis, och familjen ådagsländor. Arten är reproducerande i Sverige.